# Farkas Dénes (politikus)
Boldogfai Farkas Dénes Imre Gábor (Felsőbagod, 1884. október 1. – Budapest, 1973. augusztus 11.) magyar nemesi származású mezőgazdász, nagybirtokos, a Felsődunántuli Bérlők Egyesületének elnöke, megyebizottsági és mezőgazdasági kamarai tag, politikus és országgyűlési képviselő, 1956-ban a Demokrata Néppárt korelnöke.

## Családja és származása

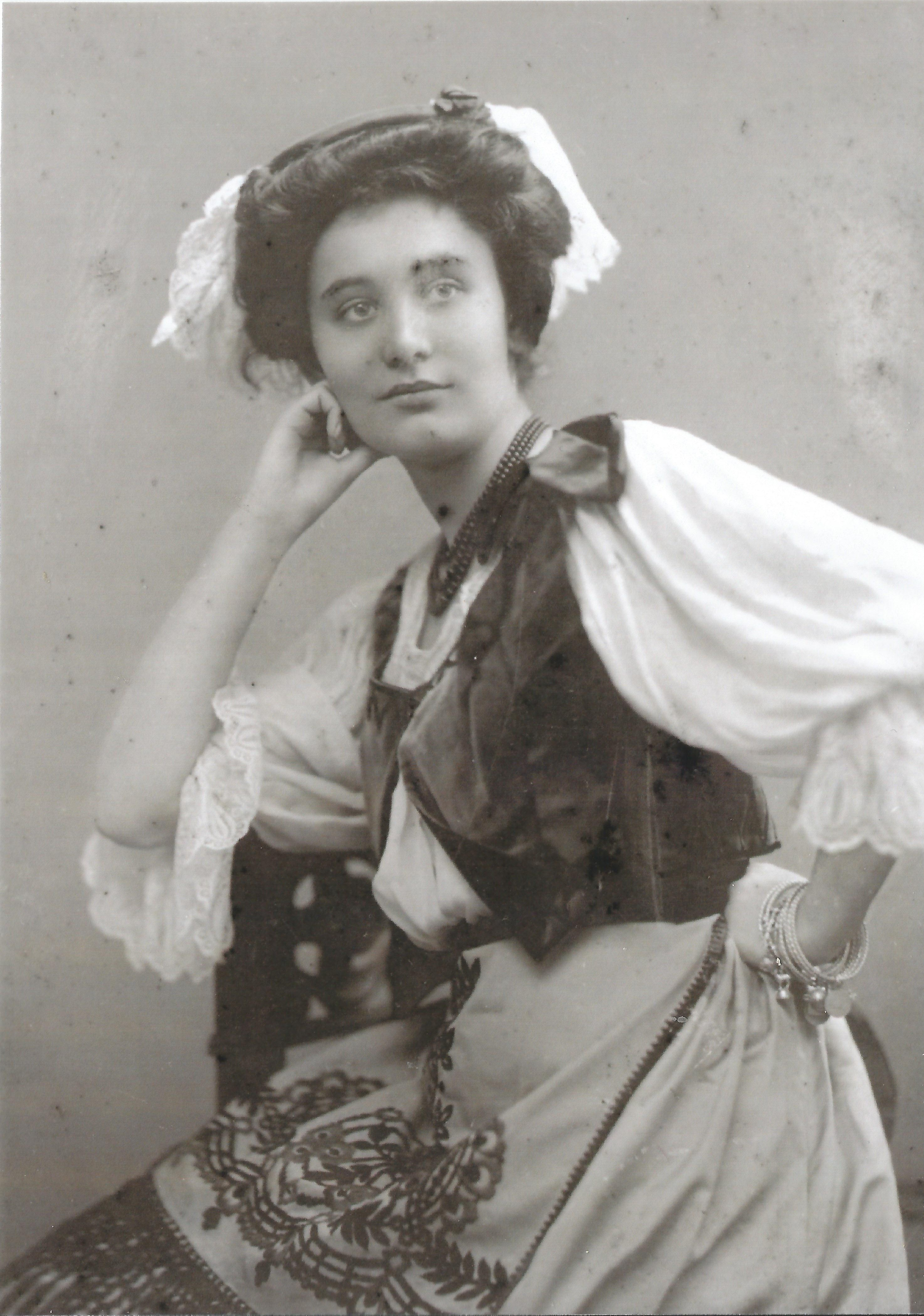
Boldogfai Farkas Dénesné szentjánosi Szűcs Mária (1891–1956)

1884-ben született a római katolikus nemesi  boldogfai Farkas családba Felsőbagodban (a mai Bagod), boldogfai Farkas József (1857–1951), politikus, országgyűlési képviselő, birtokos, és a lovászi és szentmargitai Sümeghy család sarjának, lovászi és szentmargitai Sümeghy Rozália (1857–1924) másodszülött fiaként. Apai nagyapja, boldogfai Farkas Imre (1811–1876), jogász, földbirtokos, táblabíró, aki zalaegerszegi főszolgabíró volt az 1848–49-es forradalom és szabadságharc alatt. Anyai nagyszülei lovászi és szentmargitai Sümeghy Ferenc (1819–1869), jogász, söjtöri földbirtokos, aki szintén főszolgabíró volt a forradalom alatt, majd később, országgyűlési képviselő 1865-ben és 1869-ben, és egyben Deák Ferencnek jó barátja is volt, valamint Sümeghy Ferencné sellyei Séllyey Magdolna (1822–1901) voltak. Farkas Dénes bátyjai, dr. boldogfai Farkas Tibor (1883-1940), országgyűlési képviselő, és boldogfai Farkas Kálmán (1880–1944), zalai főszolgabíró voltak. Farkas Dénes egyetlen apai ági unokatestvére dr. udvardi és básti Udvardy Jenő kormányfőtanácsosné boldogfai Farkas Margit (1888–1972) földbirtokos, a Zala megyei Magyar Nők Szentkorona Szövetsége ügyvezető elnöke, a Göcseji Egyesület társelnöke. Édesanyja révén nagybátyja nemes Csertán Károly (1845–1919), Zala vármegye alispánja, földbirtokos, akinek a felesége lovászi és szentmargitai Sümeghy Magdolna (1855–1929) volt.

## Élete
Gyerekkorában Sopronban élt és a soproni bencés gimnáziumba járt, Tibor és Kálmán nevű fivéreivel együtt. Az érettségi vizsga után a Magyaróvári Mezőgazdasági Akadémián tanult tovább, végzés után pedig rövidesen Söjtörön kezdett gazdálkodni, illetve bérbe vette a szombathelyi papnevelde Győrtől 20 kilométerre levő 1419 kataszter holdas mezőörsi földbirtokát is. Söjtöri gazdálkodási évei alatt nagy szenvedéllyel foglalkozott a lovakkal. 1916-ban megvette az 1905. évi Szent István-díjat elnyerő Grignanót, hogy félvérménesét feljavítsa. Édesanyja elhunyta után a Sümeghy családtól örökölt egy 442 holdas földbirtokot Söjtörön. 1918-tól önállóan vezette a püspökalapi birtokot. Községi képviselő, megyebizottsági és mezőgazdasági kamarai tag, a Felsődunántuli Bérlők Egyesületének elnöke is volt.
A politikába eleinte főképpen apja révén – aki a Katolikus Néppárt színeiben országgyűlési képviselő is volt –, illetve a mezőgazdasági érdekvédelmi szervezeteken keresztül kapcsolódott be (bár anyai nagyapja, lovászi és szentmargitai Sümeghy Ferenc is volt képviselő 1865–1868 közt). Az 1930-as években csatlakozott a Független Kisgazdapárthoz, amiben aktív szerepet játszott. Írásai és cikkei főleg a Szabadságban, a Magyarságban és a Magyar Nemzetben jelentek meg.
A nyilas puccsot követően (1944. október 19.) söjtöri birtokára vonult vissza. A háború után, 1946-ban a Kisgazdapárt Zala megyei ügyvezető elnöke, egy év múlva, 1947-ben társelnöke lett. Közben 1947. augusztus 10-ig felelős kiadója volt a Független Zala című pártlapnak is. Az 1945-ös nemzetgyűlési választáson a párt Zala megyei listáján indult, de nem szerzett mandátumot. 1947-ben pártja balra tolódása elleni tiltakozásul kilépett az FKGP-ből, és a Demokrata Néppárthoz csatlakozott, aminek Zala megyei listájáról aztán az 1947. augusztus 31-i országgyűlési választáson az Országgyűlésbe jutott.
Az időközben végrehajtott földreform után 60 hektáros birtoka maradt, de 1949-ben azt is kénytelen volt felajánlani az Alsófakosi Állami Gazdaságnak. Mandátumának lejárta (1949) után teljesen visszavonult a közélettől, ennek ellenére az új rendszer megfosztotta minden vagyonától, és Söjtör szélére telepítette ki. Innen lányához költözött Budapestre, ott érte az 1956-os forradalom is. Mint a Demokrata Néppárt egykori képviselőinek korelnöke (legidősebb tagja), 1956. november 1-jén a Kossuth Rádióban felhívást tett közzé a DNP újjászervezésére. 22.20 órakor rövid beszédében jelentette be az ország közvéleményének a Demokrata Néppárt újbóli működésének elindítását. Pár mondatban összefoglalta, hogy pártjuk 1947-es alapon áll, ellenzéki marad, elutasítva bármiféle koalícióba való belépést. Ugyanakkor támogatta a kormánynak a rend fenntartásáért, illetve az élet-és vagyonbiztonság terén tett erőfeszítéseit. Felkérte a párt volt tagjait, választóit, valamint minden volt képviselőjét, hogy csatlakozzanak hozzájuk, és kezdjék meg a pártszervezést. (A fővárosi pártszervezők némelyike a velük nem egyeztetett bejelentés után, a kilépett demokrata néppárti képviselők visszahívásának ezzel a módjával nem értett egyet.) A rádióadásban elhangzott bejelentésnek a külföldi rádióállomásoknál lejegyzett szövegét a forradalom alatti több hírt összegyűjtve Farkas Dénes volt párt- és képviselőtársa, dr. Varga László, a Szabad Európa Bizottság munkatársa adta ki első ízben még az emigrációban, 1957-ben.
Előtte október 30-án levélben Nagy Imre miniszterelnököt is tájékoztatták (Keresztes Sándor, Mihelics Vid, Székely Imre Kálmán és az ő aláírásával) a párt újjáalakulásáról. A forradalom bukása után az újonnan alakult Forradalmi Munkás-Paraszt Kormány izgatás címén bíróság elé állította, ahol két év felfüggesztett börtönre ítélték. A megtorlások során 1957-ben internálták és három hónapot le is kellett töltenie kiszabott büntetéséből a Márianosztrai Fegyház és Börtönben. Szabadulása után teljesen visszavonult a politikától és visszaköltözött lányához Budapestre. Ott is érte a halál 1973. augusztus 11-én.

## Házassága és gyermekei

A szentjánosi Szűcs család címere (a Siebmacher féle könyvből)

1912. október 27-én kötött házasságot Magyargencsen az ágostai hitvallású, nemesi származású szentjánosi Szűcs Mária Stefániával (Magyargencs, 1891. július 13. – Söjtör, 1956. február 6.), akinek a szülei szentjánosi Szűcs István (1862-1925) huszár alezredes és szentmártoni Radó Mária (1868-1945) voltak. A menyasszony apai nagyszülei idősebb szentjánosi Szűcs István (1827–1890) földbirtokos és nagyszigeti Szily Vilma (1831–1920), az anyai nagyszülei szentmártoni Radó Ignác (1807–1877) földbirtokos, Vas vármegyei főszolgabíró és ajkai Ajkay Cecília (1821–1885) voltak. A szentjánosi Szűcs család őse Szűcs Gergely 1709. május 12-én címeres nemeslevelet szerzett adományban I. József magyar királytól. A "szentjánosi" nemesi előnév adományozásában 1886. szeptember 19-én Szűcs István (1827–1890) részesült. Boldogfai Farkas Dénes és szentjánosi Szűcs Mária esküvőjén a tanúk feladatait szentmártoni dr. Radó Gyula (1868–1926), Vas vármegye főjegyzője, nagybirtokos, és boldogfai Farkas Kálmán (1880–1944) főszolgabíró, földbirtokos látták el. Házasságukból két gyermek született:
- boldogfai Farkas Irma (Söjtör, 1913. augusztus 24.–Budapest, 1997. június 28.), akinek férje dr. Újlaki Andor (1900-1974) újságíró volt,[20] s az ő gyermekük Ujlaki Dénes (1945–) Jászai Mari-díjas magyar színész, érdemes művész.
- boldogfai Farkas Ferenc Imre (Szombathely, 1923. június 16. – Szombathely, 2008. szeptember 27.), aki kétszer nősült; első felesége Horváth Erzsébet, a második Szabó Éva Gizella volt.

## Származása
| boldogfai Farkas Dénes Imre Gábor (Felsőbagod, 1884. október 1. – Budapest, 1973. augusztus 11.) politikus, országgyűlési képviselő, 1956-ban a Demokrata Néppárt korelnöke, földbirtokos | Apja: boldogfai Farkas József (Alsóbagod, 1857. január 28. – Söjtör, 1951. október 17.) jogász, politikus, országgyűlési képviselő, földbirtokos | Apai nagyapja: boldogfai Farkas Imre János Lipót (Boldogfa, 1811. november 16. – Alsóbagod, 1876. május 25.) jogász, főszolgabíró, táblabíró, földbirtokos      | Apai nagyapai dédapja: boldogfai Farkas János Nepomuk (Boldogfa, 1774. június 6.- Alsóbagod, 1847. május 5.) jogász, táblabíró, zalai helyettes alispán, földbirtokos (Szülei: boldogfai Farkas János, Zala vármegye főjegyzője, Zala vármegyei Ítélőszék elnöke, táblabíró, földbirtokos és lovászi és szentmargitai Sümeghy Judit) |
| boldogfai Farkas Dénes Imre Gábor (Felsőbagod, 1884. október 1. – Budapest, 1973. augusztus 11.) politikus, országgyűlési képviselő, 1956-ban a Demokrata Néppárt korelnöke, földbirtokos | Apja: boldogfai Farkas József (Alsóbagod, 1857. január 28. – Söjtör, 1951. október 17.) jogász, politikus, országgyűlési képviselő, földbirtokos | Apai nagyapja: boldogfai Farkas Imre János Lipót (Boldogfa, 1811. november 16. – Alsóbagod, 1876. május 25.) jogász, főszolgabíró, táblabíró, földbirtokos      | Apai nagyapai dédanyja: besenyői és velikei Skublics Angéla Cecília (Bessenyő, 1775. április 7.- Bagodvitenyéd, 1839. november 25.) (Szülei: besenyői és velikei Skublics János és zalalövői Csapody Erzsébet) |
| boldogfai Farkas Dénes Imre Gábor (Felsőbagod, 1884. október 1. – Budapest, 1973. augusztus 11.) politikus, országgyűlési képviselő, 1956-ban a Demokrata Néppárt korelnöke, földbirtokos | Apja: boldogfai Farkas József (Alsóbagod, 1857. január 28. – Söjtör, 1951. október 17.) jogász, politikus, országgyűlési képviselő, földbirtokos | Apai nagyanyja: Horváth Alojzia (Zalaegerszeg, 1831. április 12. – Alsóbagod, 1919. február 15.)                                                                | Apai nagyanyai dédapja: Horváth Imre (Zalaegerszeg, 1793. október 29. – Alsóbagod, 1865. június 22.) zalaegerszegi szíjgyártó (Szülei: Horváth András és Kerlin Erzsébet) |
| boldogfai Farkas Dénes Imre Gábor (Felsőbagod, 1884. október 1. – Budapest, 1973. augusztus 11.) politikus, országgyűlési képviselő, 1956-ban a Demokrata Néppárt korelnöke, földbirtokos | Apja: boldogfai Farkas József (Alsóbagod, 1857. január 28. – Söjtör, 1951. október 17.) jogász, politikus, országgyűlési képviselő, földbirtokos | Apai nagyanyja: Horváth Alojzia (Zalaegerszeg, 1831. április 12. – Alsóbagod, 1919. február 15.)                                                                | Apai nagyanyai dédanyja: Prunner Rozália (Szombathely, 1797. december 27. – Alsóbagod, 1865. január 11.) (Szülei: Prunner Mihály és Petkó Erzsébet) |
| boldogfai Farkas Dénes Imre Gábor (Felsőbagod, 1884. október 1. – Budapest, 1973. augusztus 11.) politikus, országgyűlési képviselő, 1956-ban a Demokrata Néppárt korelnöke, földbirtokos | Anyja: lovászi és szentmargitai Sümeghy Rozália (Söjtör, 1857. december 19. – Felsőbagod, 1924. március 27.)                                     | Anyai nagyapja: lovászi és szentmargitai Sümeghy Ferenc Imre (Söjtör, 1819. október 20.– Söjtör, 1869. május 25.) jogász, országgyűlési képviselő, földbirtokos | Anyai nagyapai dédapja: lovászi és szentmargitai Sümeghy József (Alsóbagod, 1757. március 20. – Söjtör, 1832. március 10.) jogász, Zala vármegye első alispánja, királyi tanácsos, földbirtokos (Szülei: nemes Sümeghy Ferenc táblabíró és pókafalvi Póka Marianna)                                                                  |
| boldogfai Farkas Dénes Imre Gábor (Felsőbagod, 1884. október 1. – Budapest, 1973. augusztus 11.) politikus, országgyűlési képviselő, 1956-ban a Demokrata Néppárt korelnöke, földbirtokos | Anyja: lovászi és szentmargitai Sümeghy Rozália (Söjtör, 1857. december 19. – Felsőbagod, 1924. március 27.)                                     | Anyai nagyapja: lovászi és szentmargitai Sümeghy Ferenc Imre (Söjtör, 1819. október 20.– Söjtör, 1869. május 25.) jogász, országgyűlési képviselő, földbirtokos | Anyai nagyapai dédanyja: Málits Róza (Türje, 1791. augusztus 31. – Söjtör, 1851. április 22.) (Szülei: Málits György, türjei falusi mészáros, és Lochner Anna) |
| boldogfai Farkas Dénes Imre Gábor (Felsőbagod, 1884. október 1. – Budapest, 1973. augusztus 11.) politikus, országgyűlési képviselő, 1956-ban a Demokrata Néppárt korelnöke, földbirtokos | Anyja: lovászi és szentmargitai Sümeghy Rozália (Söjtör, 1857. december 19. – Felsőbagod, 1924. március 27.)                                     | Anyai nagyanyja: séllyei Séllyey Magdolna Rozália Mária Krisztina (Szentpéterúr, 1822. március 7.– Söjtör, 1901. november 23.)                                  | Anyai nagyanyai dédapja: séllyei Séllyey Elek (Alsópusztakove, 1788. október 8. -Söjtör, 1850. május 17.) zalai alispán, táblabíró, földbirtokos (Szülei: séllyei Séllyey János, táblabíró, alszolgabíró, földbirtokos és komori Bedekovich Magdolna)                                                                                |
| boldogfai Farkas Dénes Imre Gábor (Felsőbagod, 1884. október 1. – Budapest, 1973. augusztus 11.) politikus, országgyűlési képviselő, 1956-ban a Demokrata Néppárt korelnöke, földbirtokos | Anyja: lovászi és szentmargitai Sümeghy Rozália (Söjtör, 1857. december 19. – Felsőbagod, 1924. március 27.)                                     | Anyai nagyanyja: séllyei Séllyey Magdolna Rozália Mária Krisztina (Szentpéterúr, 1822. március 7.– Söjtör, 1901. november 23.)                                  | Anyai nagyanyai dédanyja: nemes Csertán Rozália (Nemesszer, 1794. december 28. - Söjtör, 1855. január 13.) (Szülei: nemes Csertán Károly, táblabíró, főszolgabíró és nemes Vargha Rozália) |